# Géza Teleki (1843-1913)
Dit overzicht is mogelijk incompleet; u kunt helpen door het uit te breiden.

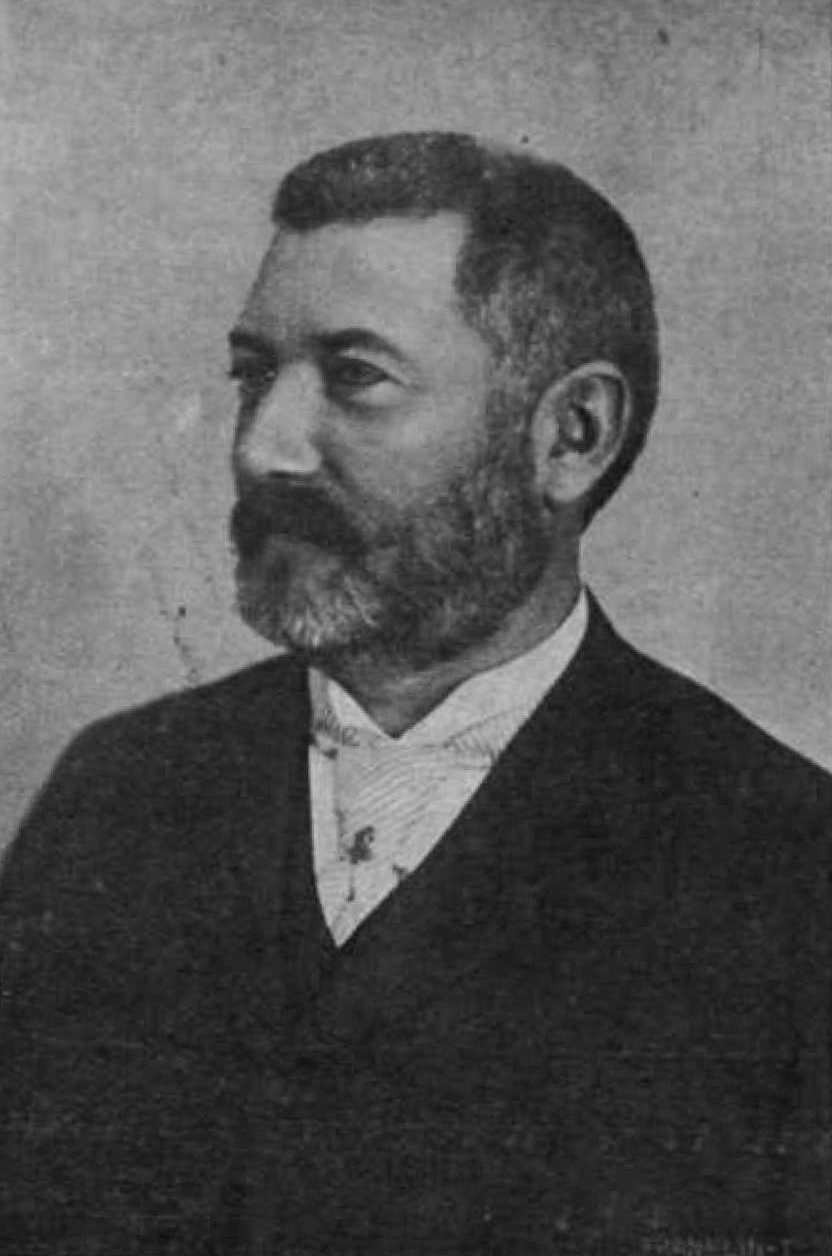
Géza Teleki

Graaf Géza Teleki de Szék (Dés, 28 september 1843 – Boedapest, 27 september 1913) was een Hongaars aristocraat en politicus, die van 1889 tot 1890 minister van Binnenlandse Zaken was in de regering-Kálmán Tisza. Hij stamde uit het Zevenburgse adelsgeslacht Teleki en was de vader van Pál Teleki, die twee keer Hongaars premier was.
In 1875 werd hij lid van het Huis van Afgevaardigden, voor de Liberale Partij. In 1890 werd hij lid van de raad van bestuur van de Hongaarse Academie van Wetenschappen.